# Liouc
Liouc là một xã trong tỉnh Gard thuộc vùng Occitanie, phía nam nước Pháp. Xã Liouc nằm ở khu vực có độ cao trung bình 115 mét trên mực nước biển.